# Народный комиссариат
Наро́дный комиссариа́т (наркома́т) — в Советском государстве (в РСФСР, в других союзных и автономных республиках, в СССР) в 1917—1946 годах — центральный орган исполнительной власти, ведающий управлением в отдельной сфере деятельности государства или в отдельной отрасли народного хозяйства; аналог министерства. Как правило, во главе народного комиссариата стоял народный комиссар (нарком), входящий в правительство — Совет народных комиссаров соответствующего уровня.
Комиссариаты создавались в качестве центральных органов государственного управления при установлении советской власти в республиках на территории бывшей Российской империи.
Число наркоматов изменялось в соответствии с требованиями текущего момента; в основном это было увеличение за счёт разделения существующих и образования новых.

## Первые народные комиссариаты
Первые народные комиссариаты были созданы «Декретом об учреждении Совета Народных Комиссаров», принятым 2-м съездом Советов 27 октября (9 ноября) 1917 года. 
Декретом устанавливалось: 

Заведование отдельными отраслями государственной жизни поручается комиссиям, состав которых должен обеспечить проведение в жизнь провозглашенной Съездом программы, в тесном единении с массовыми организациями рабочих, работниц, матросов, солдат, крестьян и служащих. Правительственная власть принадлежит коллегии председателей этих комиссий, т.-е. Совету Народных Комиссаров.
Право контролировать деятельность Народных Комиссаров и смещать их имели Всероссийский съезд Советов и его исполнительный орган — ВЦИК.
Тем же декретом был сформирован первый состав Совнаркома, в том числе определён список наркоматов:
- Народный комиссариат по внутренним делам
- Народный комиссариат земледелия
- Народный комиссариат труда
- Народный комиссариат по военным и морским делам
- Народный комиссариат по делам торговли и промышленности
- Народный комиссариат просвещения
- Народный комиссариат финансов
- Народный комиссариат по иностранным делам
- Народный комиссариат юстиции
- Народный комиссариат по делам продовольствия
- Народный комиссариат почт и телеграфов
- Народный комиссариат по делам национальностей
- Народный комиссариат по железнодорожным делам

Позднее декретом ВЦИК и СНК от 2 (15) декабря 1917 года для организации народного хозяйства и управления им был учреждён Высший совет народного хозяйства (ВСНХ) при Совете народных комиссаров, имевший статус наркомата.
При установлении советской власти в других советских республиках на территории бывшей Российской Империи создавались аналогичные комиссариаты.

## Оплата труда
Совет Народных Комиссаров принял 18 ноября (1 декабря) 1917 г. по предложению Ленина постановление «О размерах вознаграждения народных комиссаров и высших служащих и чиновников» (опубликовано 23 ноября (6 декабря) 1917 г. в № 16 «Газеты Временного Рабочего и Крестьянского Правительства»). Согласно постановлению, оплата труда народных комиссаров составляла 500 руб. плюс 100 руб. за каждого нетрудоспособного члена семьи, что примерно
равнялось среднему заработку рабочего.

## Народные комиссариаты советских республик

### РСФСР
С небольшими изменениями и дополнениями такой же перечень наркоматов РСФСР представлен и в статье 43 Конституции РСФСР 1918 года, принятой 5-м Всероссийским съездом Советов.

#### Автономные республики
Статья 11 Конституции РСФСР 1918 года предусматривала возможность для  «областей, отличающихся особым бытом и национальным составом», создавать автономные области с образованием в них своих областных Съездов Советов и их исполнительных органов, то есть совнаркомов. Так, в Киргизской АССР, образованной в 1926 году в составе РСФСР, в 1929 году была принята Конституция, гласящая: 

Для непосредственного руководства отдельными отраслями государственного управления в Киргизской Автономной Советской Социалистической Республике учреждаются Народные Комиссариаты: 1) Внутренних Дел, 2) Юстиции, 3) Просвещения, 4) Здравоохранения, 5) Социального обеспечения, 6) Земледелия, 7) Финансов, 8) Труда, 9) Рабоче-Дехканской (Крестьянской) Инспекции, 10) Торговли и 11) Центральный Совет Народного Хозяйства, из коих шесть первых являются необъединенными (автономными), а пять последних объединёнными с соответствующими Народными Комиссариатами Российской Социалистической Федеративной Советской Республики, осуществляющими директивы последних, подчиняясь Центральному Исполнительному Комитету, его Президиуму и Совету Народных Комиссаров Киргизской Автономной Советской Социалистической Республики.— Конституция Киргизской АССР 1929 года

### УССР
Принятая в 1919 году Конституция УССР в ст. 14 устанавливала:

Заведованне отдельными отраслями управления страною возлагается на особые отделы Всеукраинского Центрального Исполнительного Комитета Советов — Народные Комиссариаты во главе с Заведывающими, избираемыми Всеукраинским Центральным Исполнительным Комитетом Советов. Число, предметы ведомства отделов и их внутренняя организация устанавливаются Всеукраинским Центральным Исполнительным Комитетом Советов.
— Конституция Украинской ССР 1919 года
Однако никакого перечня наркоматов в Конституции не приводилось.

### Взаимоотношения сСНК СССР
Поскольку при образовании СССР союзные республики делегировали часть своих суверенных полномочий вновь образованному государству, в ведении их осталась лишь часть вопросов управления. В Договоре об образовании СССР (ст. 18) определён список наркоматов, руководители которых входили в СНК республик:
- Высший совет народного хозяйства
- Народный комиссариат земледелия
- Народный комиссариат продовольствия
- Народный комиссариат финансов
- Народный комиссариат труда
- Народный комиссариат внутренних дел
- Народный комиссариат юстиции
- Народный комиссариат рабоче-крестьянской инспекции
- Народный комиссариат по просвещению
- Народный комиссариат здравоохранения
- Народный комиссариат социального обеспечения
- Народный комиссариат по национальным делам

В Совнарком республики с правом совещательного голоса входили также уполномоченные, представлявшие те наркоматы, руководство которыми стало входить в компетенцию Союза ССР:
- Народный комиссариат по иностранным делам
- Народный комиссариат по военным и морским делам
- Народный комиссариат внешней торговли
- Народный комиссариат путей сообщения
- Народный комиссариат почт и телеграфов.

## Народные комиссариаты СССР
Создание СССР было юридически оформлено Договором об образовании СССР, который предусматривал образование правительства союзного государства. Оно получило название Совет народных комиссаров СССР; в него входили председатель СНК СССР, его заместители, руководители наркоматов СССР.
В Договоре (ст. 11) приведён следующий список наркоматов СССР:
- Народный комиссариат по иностранным делам
- Народный комиссариат по военным и морским делам
- Народный комиссариат внешней торговли
- Народный комиссариат путей сообщения
- Народный комиссариат почт и телеграфов
- Народный комиссариат рабоче-крестьянской инспекции
- Высший Совет Народного Хозяйства
- Народный комиссариат труда
- Народный комиссариат продовольствия
- Народный комиссариат финансов

По мере развития и укрепления народного хозяйства число наркоматов всех уровней увеличивалось. Так, в 1932 году Высший совет народного хозяйства СССР был преобразован в три наркомата:
- народный комиссариат тяжёлой промышленности;
- народный комиссариат лёгкой промышленности;
- народный комиссариат лесной промышленности.

Далее, с 1936 по 1939 год, количество отраслевых наркоматов увеличилось до 24.

## Преобразование в министерства
В 1946 году народные комиссариаты всех уровней были преобразованы в одноимённые министерства.